# Тихорецкое восстание
Восстание в станице Тихорецкой 1932 года — одно из крупных и кровавых восстаний на Кубани.

## Причины восстания

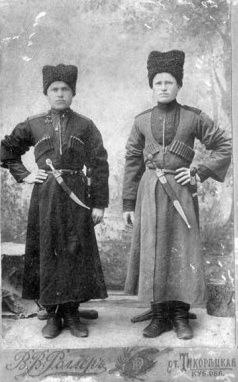
Тихорецкие казаки

Восстание началось 16 ноября 1932 года в ответ на насильственный сбор зерна и продуктов, проводимый советскими властями в рамках политики коллективизации и расказачивания. Кубанские казаки нескольких станиц в районе станицы Тихорецкой организовали вооружённое восстание, во главе которого стали кадровые казачьи офицеры. Все способные носить оружие казаки приняли участие в боевых действиях. Восстание было поддержано местным населением, которое также страдало от голода и репрессий.

## Ход восстания
Восстание продолжалось до 28 ноября 1932 года, когда советские войска, привлечённые из разных регионов СССР, окружили и разгромили восставших. Начали его казаки нескольких станиц, примыкающих к Тихорецкой (Фастовецкой). 16 ноября в станице Тихорецкой собралось свыше 6 тысяч вооружённых казаков, а невооружённых — чуть ли не всё мужское население Тихорецкого района. После ночного боя с небольшим красноармейским отрядом восставшие заняли станцию Тихорецкую. Завладев этой узловой станцией, восставшие везде в районе ликвидировали советскую власть. Почти неделю захваченные территории оставались под властью восставших. Посланные ростовскими властями воинские части особого назначения (ЧОН) были разбиты с большими потерями: восставшим удалось за три дня захватить 4 полевых орудия, 11 пулемётов, несколько сотен винтовок и большое количество перевязочных средств. Для подавления восстания использовался газ.

## Последствия восстания

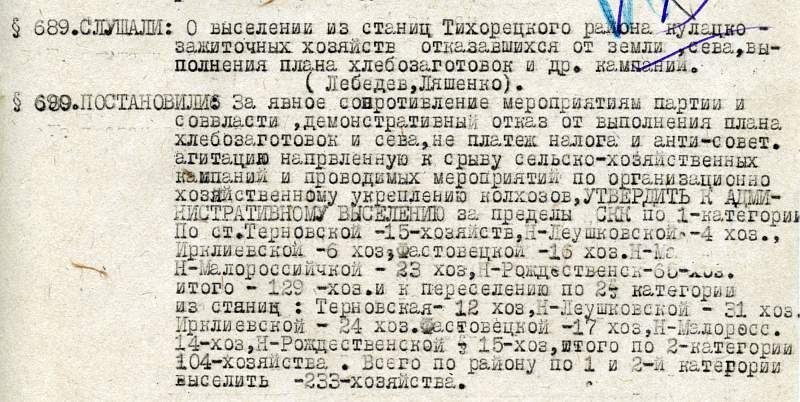
Постановление бюро Тихорецкого райкома ВКП(б) о выселении из станиц района кулацко-зажиточных хозяйств. 28 ноября 1932 г. ЦДНИКК. Ф. 1361. Оп. 1. Д. 130. Л. 89.

Восстание в станице Тихорецкой 1932 года стало одним из последних крупномасштабных выступлений кубанских казаков против советской власти. Оно вызвало жестокую реакцию со стороны сталинского режима, который усилил репрессии и террор на Кубани. Многие участники и подозреваемые в участии в восстании были расстреляны, посажены в тюрьмы и лагеря или депортированы в другие регионы. Кубанское казачество было лишено своих прав и привилегий, а его история и культура были подвергнуты искажению и забвению. В декабре 1932 года в зарубежной прессе («Возрождение», «L’Ami du Peuple», в пражской «Народной Политике», в польской «Zycie Katolickie» и других) появились известия о восстании на Кубани в районе Тихорецкой, происшедшем в конце ноября. Советские же газеты не обмолвились о нём ни словом.
Один из уцелевших повстанцев сообщал в тайно переправленном за границу письме (сохранена орфография подлинника): 

 «Совершилось великое зло. У нас на Кубани пролылы кровь ещё один раз. Наши козакы котори одалы свои головы на олтар отечества, хотя ни сами козакы, а и другi чесни рускы люди православни но всме програно. Царство небесное погибшим… То был не бой, а старинная битва с неравными полчищами китайцев, курсантами кацапами, жидами и прямо из настоящими чортами у которых нет ни совисти ни жалости ни мылости, котори убивалы стариков, старух, и жён, и детей… Ну и мы ж им давалы, будут довго знать що то козакы, котори умиралы и песни спивалы и нычуть смерти ны боялись. Вот где было братство дисциплина и любовь и отвага… Тут булы батьки и сыны, тут булы парубки и дивкы, тут булы учитыля и попы… И уси козакы що с казакамы и умирать нистрашно, и умирали как святые мученики када то за православну. Веру и нычым нас ни могли одолить. Они з ружамы, а мы в большинстве з дрючками и так дiло було пiшло добре. А як прийшлы из газами и газы нас убылы и победылы. Ну хотя нас и разбылы и роизгналы и по розвозылы як котiв у Сибирь, и поверь куманёк раненых живыми у ямы закопувалы. Таке було зверство, шо опысаты нельзя» 
Восстание в станице Тихорецкой стало символом героизма и стойкости кубанских казаков в борьбе за свою землю и свободу.